# Heparanase
Heparanase (Synonyme: Heparansulfat-Endoglycosidase; Endo-β-D-glucuronidase) ist ein vom Körper gebildetes Enzym, eine Endoglycosidase, die spezifisch Heparansulfat-Ketten von Zelloberflächen- und Basalmembran-Heparansulfat-Proteoglycanen spaltet. und an zahlreichen wichtigen biologischen Prozessen wie z. B. der Tumorinvasion und Metastasierung beteiligt ist.

## Synthese
Heparanase wird zunächst als inaktives Proenzym von ca. 65 kDa gebildet. Aus diesem Proenzym wird proteolytisch ein 6 kDa-Fragment herausgeschnitten und die beiden entstehenden 8 kDa und 50 kDa-Fragmente bilden das aktive Heterodimer. Heparanase spaltet Heparansulfat und Heparin nur an wenigen definierten Schnittstellen der Polysaccharidkette.

## Biologische Bedeutung und Hemmung
Heparansulfat-Proteoglykane (HS-PG) bilden eine Gruppe von komplexen Makromolekülen, die auf der Zelloberfläche der meisten Zellen, aber auch vor allem in allen Basalmembranen und in der extrazellulären Matrix exprimiert werden und unter anderem wichtige Aufgaben bei der Kontrolle der Zellproliferation und Differenzierung besitzen (z. B. als Korezeptoren von Cytokinen und Wachstumsfaktoren). Außerdem sind HS-PG wichtige Bestandteile der Basalmembran und kontrollieren nicht nur den Stoffaustausch (z. B. in der glomerulären Basalmembran), sondern auch die Zellmigration.
Im Rahmen von Entzündungs- und Immunreaktionen müssen Entzündungs- und Immunzellen, d. h. vor allem neutrophile Granulozyten, Monozyten und Lymphozyten aus den Blutgefäßen in das Entzündungsgebiet auswandern und hierfür die Basalmembranen überwinden. Für die Basalmembran-Passage ist es notwendig, die Basalmembran lokal abzubauen, insbesondere die Heparansulfat-Ketten der HS-PG. Dementsprechend wird das Enzym Heparanase von einer Reihe von Zelltypen, vor allem Leukozyten, Thrombozyten aber auch vielen Tumorzellen exprimiert.
Hemmung der Heparanase könnte dazu beitragen, sowohl Entzündungsreaktionen als auch die Metastasierung zu verhindern. Die hohe Expression von Heparanase in Tumorzellen ist ein Tumormarker z. B. beim Pankreas-Karzinom. Die Entwicklung geeigneter Heparanaseinhibitoren könnte einen interessanten Ansatz in der Tumortherapie bieten.
Durch das Enzym Heparanase können außerdem auf Zelloberflächen, in der Basalmembran aber insbesondere in der Extrazellulären Matrix an Heparansulfat gebundene Cytokine und Wachstumsfaktoren (z. B. bFGF) freigesetzt werden und damit Prozesse wie die Angiogenese aber auch Wundheilungs- und Reparaturprozesse steuern.

## Nachweis
Für die Messung der Heparanase-Aktivität ist seit kurzem ein Enzymimmunoassay verfügbar.